# Simone Fraisse
Pour les articles homonymes, voir Fraisse (homonymie).
Simone Fraisse, née le 3 mai 1913 à Bourg-en-Bresse et morte le 24 avril 2004 à Chatenay-Malabry,, est une écrivaine française spécialiste de Charles Péguy.